# 罗尔多夫
罗尔多夫是德国巴登-符腾堡州的一个市镇。总面积3.93平方公里，总人口1920人，其中男性972人，女性948人（2011年12月31日），人口密度489人/平方公里。